# XYY-синдром
XYY-синдром, также известен как YY-синдром или Синдром Джейкобс, — хромосомное заболевание, характерное только для биологических мужчин. Носитель синдрома имеет дополнительную Y-хромосому, общий хромосомный набор составляет 44 аутосомы и три половые хромосомы. Внешне мужчины с дополнительной Y-хромосомой обычно не имеют существенных отличий от мужчин с обычным набором хромосом, но могут иметь ряд особенностей.

## История исследования
Синдром был предсказан в работах Патрисии Джейкобс 1959 года по XXY-синдрому, а впервые обнаружен в 1961 году при случайном обследовании мужчины, дети которого имели ряд заболеваний, а один из детей имел синдром Дауна. XYY-синдром был описан как так называемый «синдром сверх-самца» или «синдром сверх-мужчины» (англ. super-male syndrome), при этом носителям синдрома приписывалось агрессивное поведение и тенденция к криминальным действиям. Первые исследователи болезни в 1960-х годах обнаружили относительно высокое количество мужчин с этим синдромом среди обитателей тюрем и психиатрических клиник. Это послужило основой для стереотипа о «сверх-мужчине».
Последующие исследования показали, что абсолютное большинство носителей синдрома никогда не имели отношения к преступности или психическим заболеваниям, но могут иметь повышенный риск проблем с обучением. Дополнительная Y-хромосома сама по себе не ведёт к чрезмерной агрессивности.

## Генетические особенности

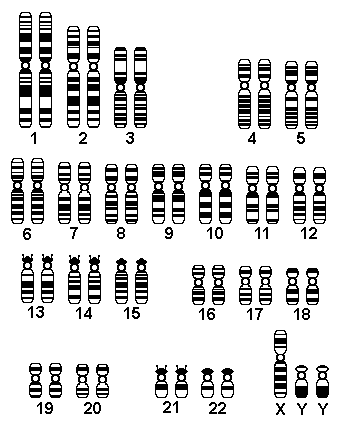
Кариотип человека с XYY-синдромом

Диаграмма, показывающая формирование синдрома XYY. MI и MII являются стадиями мейоза, тогда как синие и розовые круги являются мужской и женской клетками соответственно, а синие и розовые полоски — Y- и X-хромосомы соответственно. Фиолетовая клетка имеет 2 Y-хромосомы и 1 Х-хромосому из-за слияния с мужской клеткой с 2 Y-хромосомами, что было связано с проблемами деления в MII мужчины

Причиной возникновения синдрома является нерасхождение Y-хромосом в анафазе II в процессе сперматогенеза. Как следствие, появляется сперматозоид, несущий вторую Y-хромосому, в результате оплодотворения которым появляется ребёнок с 47 хромосомами в кариотипе (47 XYY). Синдром не является наследуемым состоянием, риск рождения второго ребёнка с этим синдромом не выше, чем в среднем в популяции. Частота появления — примерно 1 случай на 1000 мужчин. Большая часть носителей не знает о своей особенности.
Несмотря на наличие лишней хромосомы, сперма XYY-мужчины обычно несёт нормальный набор хромосом, ввиду того, что лишняя Y-хромосома элиминируется. Риск появления детей с хромосомными заболеваниями у большинства мужчин с XYY-синдромом не отличается от такого же риска у мужчины с нормальным кариотипом. В то же время число сперматозоидов с хромосомными аномалиями у некоторых мужчин с XYY-синдромом выше, но неизвестно, насколько существенно это повышает риск появления детей с хромосомными болезнями у таких отцов.

## Фенотипические характеристики
Наличие второй Y-хромосомы в большинстве случаев не ведёт к каким-либо физическим отклонениям. В то же время многие мужчины с XYY-синдромом имеют одну или несколько особенностей. При рождении они имеют нормальный рост, но часто быстрее растут в детстве. В среднем, во взрослом состоянии носитель выше, чем 75 % мужчин того же возраста. Некоторые мужчины с синдромом XYY имеют небольшие нарушения координации движений, в результате чего могут казаться неуклюжими. Фертильность чаще всего не нарушена, обычно такие мужчины гетеросексуальны и имеют нормальную сексуальную функцию. Тем не менее описаны случаи существенного снижения фертильности, вплоть до бесплодия. У небольшого числа носителей также повышен уровень половых гормонов, связанных со сперматогенезом, что может вести к бесплодию ввиду нарушения образования спермы. Неизвестно, насколько высоко число случаев бесплодия у мужчин с XYY-синдромом. IQ находится в пределах нормы, но часто несколько ниже, чем у родных братьев и сестёр. Примерно половина носителей имеет проблемы с обучением, в частности, могут быть нарушения речи и чтения. Может быть повышен риск поведенческих проблем, таких как синдром гиперактивности, мужчины с XYY-синдромом часто импульсивны и эмоционально незрелы.